# 欧阳梅生
欧阳梅生（1895年—1928年2月13日），又名靖，男，湖南湘潭人，中国政治人物，中共党员，曾任湖南省总工会秘书长。烈士欧阳立安的父亲。

## 生平
欧阳梅生是湖南湘潭锦石阳家湾人。父母早亡，随祖母居长沙三兴街。清宣统三年(1911)因病冲喜娶刘讨英（陶承）为妻。因桃英也是父母早亡，两人同命相怜，感情甚好。民国2年（1913年），考入湖南省立第一师范学校，与蔡和森、张昆弟同班。1918年毕业,在湘阴龙家大屋做私人教师。民国十年（1921年）后偕李一我等去湘西加入陈渠珍创办的10县联合模范小学。民国二十二年（1923年）学校被封闭，返长沙，先后在长沙第十二小学、修业小学任教。积极参加革命活动。1925年10月，在黄静源烈士（死于安源）迁葬长沙的追悼会上，写出著名挽联“一个人倒下去，千万人站起来”。
民国15年（1926年）加入中国共产党，与郭亮等筹建湖南省总工会，任秘书长兼工人纠察队政治教员。民国16年（1927年）5月马日事变后，举家逃亡汉阳，与张浩、龙大道等组建中共汉阳县委，张浩任书记。
民国17年（1928年）2月，按中共湖北省委部署，准备年关暴动。汉阳县委的任务是先夺取汉阳兵工厂枪支，再占领电灯公司、电报局，但是在运送暴动枪支途中被发现，功败垂成。带病向省委起草报告，疲劳过度，深夜昏倒桌旁，送汉口协和医院急救无效，于2月13日逝世。

## 家庭
- 长子欧阳立安，1931年2月7日牺牲，是龙华二十四烈士之一。
- 幼子欧阳稚鹤，1940年在八路军抗日作战中牺牲。
- 妻子欧阳陶承，1956年将全家革命事迹写成《我的一家》一书传世。